# 米德韦斯特城

米德韦斯特城的位置

米德韦斯特城（英語：Midwest City）是美國奧克拉荷馬州奧克拉荷馬縣的一座城市，緊鄰州首府奧克拉荷馬市，依據 2020年美國人口普查有人口58,409人，是奧克拉荷馬州第八大城。美國聯邦空軍廷克空軍基地位於附近。